# Rhombodera doriana
Rhombodera doriana är en bönsyrseart som beskrevs av Harry Hyde Laidlaw, Jr. 1931. Rhombodera doriana ingår i släktet Rhombodera och familjen Mantidae. Inga underarter finns listade i Catalogue of Life.